# エディントン・メダル
エディントン・メダル（Eddington Medal）は、イギリスの王立天文学会が理論天文学の分野で業績のあった研究者に贈る賞である。サー・アーサー・エディントンを記念して設けられた。2013年からは毎年実施されている。

## 受賞者一覧
- 1953年： ジョルジュ・ルメートル
- 1955年： ヘンドリク・ファン・デ・フルスト
- 1958年： ホーレス・バブコック
- 1959年： ジェームズ・スタンレー・ヘイ
- 1960年： ロバート・アトキンソン
- 1961年： ハンス・ベーテ
- 1962年： アンドレ・ラルマン
- 1963年： アラン・サンデージ、マーチン・シュヴァルツシルト
- 1964年： ハーバート・フリードマン、 リチャード・トゥージー
- 1965年： ロバート・パウンド、 グレン・レブカ
- 1966年： ルーペルト・ヴィルト
- 1967年： ロバート・クリスティ
- 1968年： ロバート・ハンブリー・ブラウン、リチャード・Q・トゥイス
- 1969年： アントニー・ヒューイッシュ
- 1970年： 林忠四郎
- 1971年： Desmond George King-Hele
- 1972年： ポール・ルドゥー
- 1975年： スティーヴン・ホーキング、ロジャー・ペンローズ
- 1978年： ウィリアム・ファウラー
- 1981年： ジェームズ・ピーブルス
- 1984年： ドナルド・リンデンベル
- 1987年： ボーダン・パチンスキー
- 1990年： Icko Iben
- 1993年： Leon Mestel
- 1996年： アラン・グース
- 1999年： Roger Blandford
- 2002年： Douglas O. Gough
- 2005年： Rudolph Kippenhahn
- 2007年： Igor D. Novikov
- 2009年： Jim Pringle
- 2011年： Gilles Chabrier
- 2013年： James Binney
- 2014年： Andrew King
- 2015年： ラシード・スニャーエフ
- 2016年： Anthony Bell
- 2017年： Cathie Clarke
- 2018年： Claudia Marston
- 2019年： バーナード・F・シュッツ
- 2020年： Steven Balbus
- 2021年： Hiranya Peiris
- 2022年： Alan Heavens
- 2023年： Monika Moscibrodzka
- 2024年： Pedro Ferreira
- 2025年： Douglas Heggie